# Jagz Kooner
Jagz Kooner est un producteur musical anglais spécialisé dans la musique électronique, connu pour ses collaborations avec Radio 4, Manic Street Preachers, et Primal Scream (pour qui il a produit Some Velvet Morning, chanté par Kate Moss), Garbage et The Infadels. Il a créé plusieurs remixes pour Massive Attack, Rammstein, Ladytron, dEUS, Kasabian, Reverend and the Makers et Primal Scream entre autres. Il a également remixé deux titres sur le dernier album du groupe Oasis : la vente de l'édition Deluxe fut accompagnée d'un CD gratuit pour lequel Jagz a remixé The Shock Of The Lightning et The Turning. Il fit partie à part entière des groupes The Aloof (groupe Trip hop) et Sabres of Paradise, groupe de musique expérimentale électronique.